# Kulturpark in Powsin

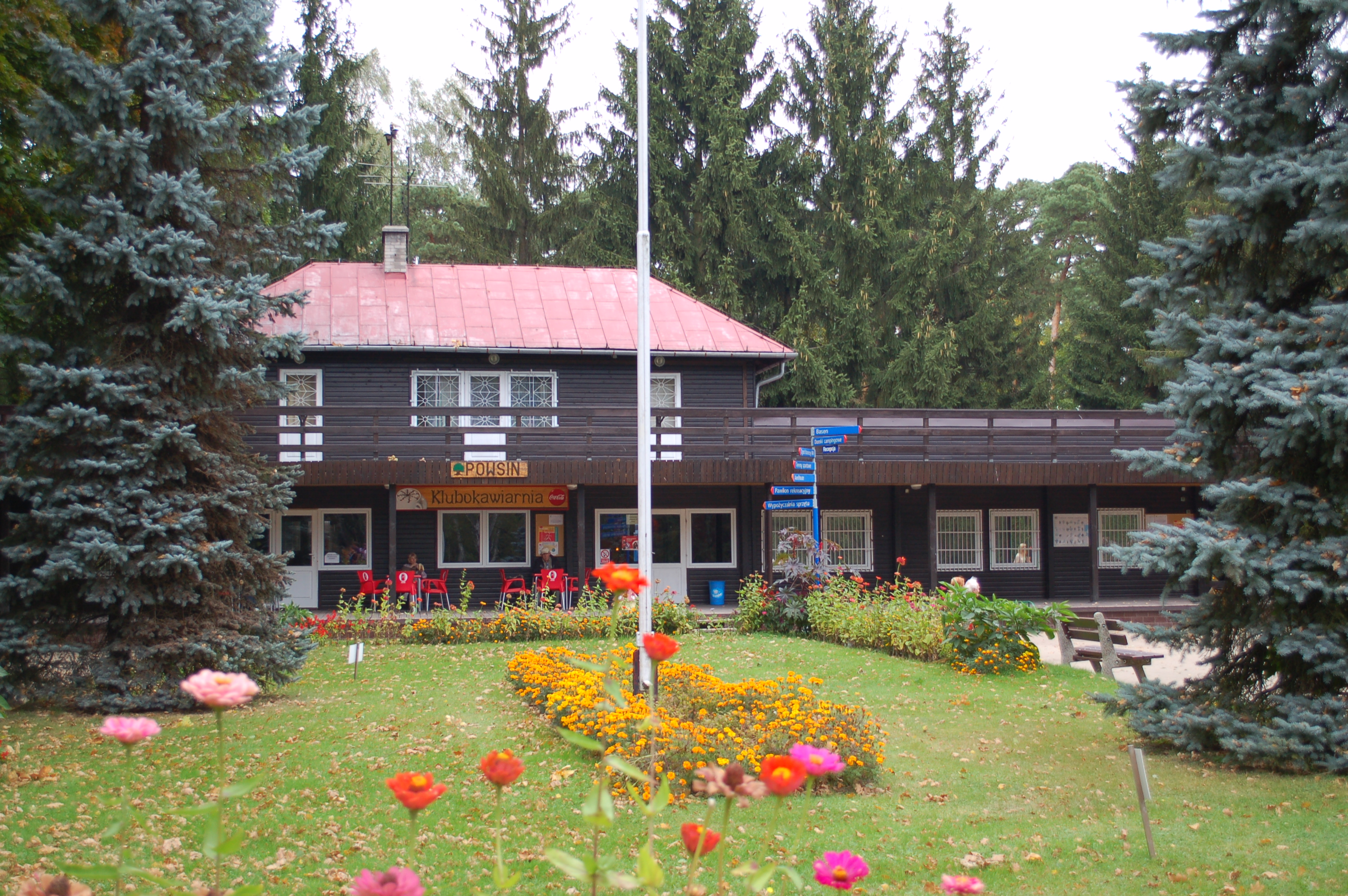
Das historische Clubhaus der Golfanlage aus der Vorkriegszeit

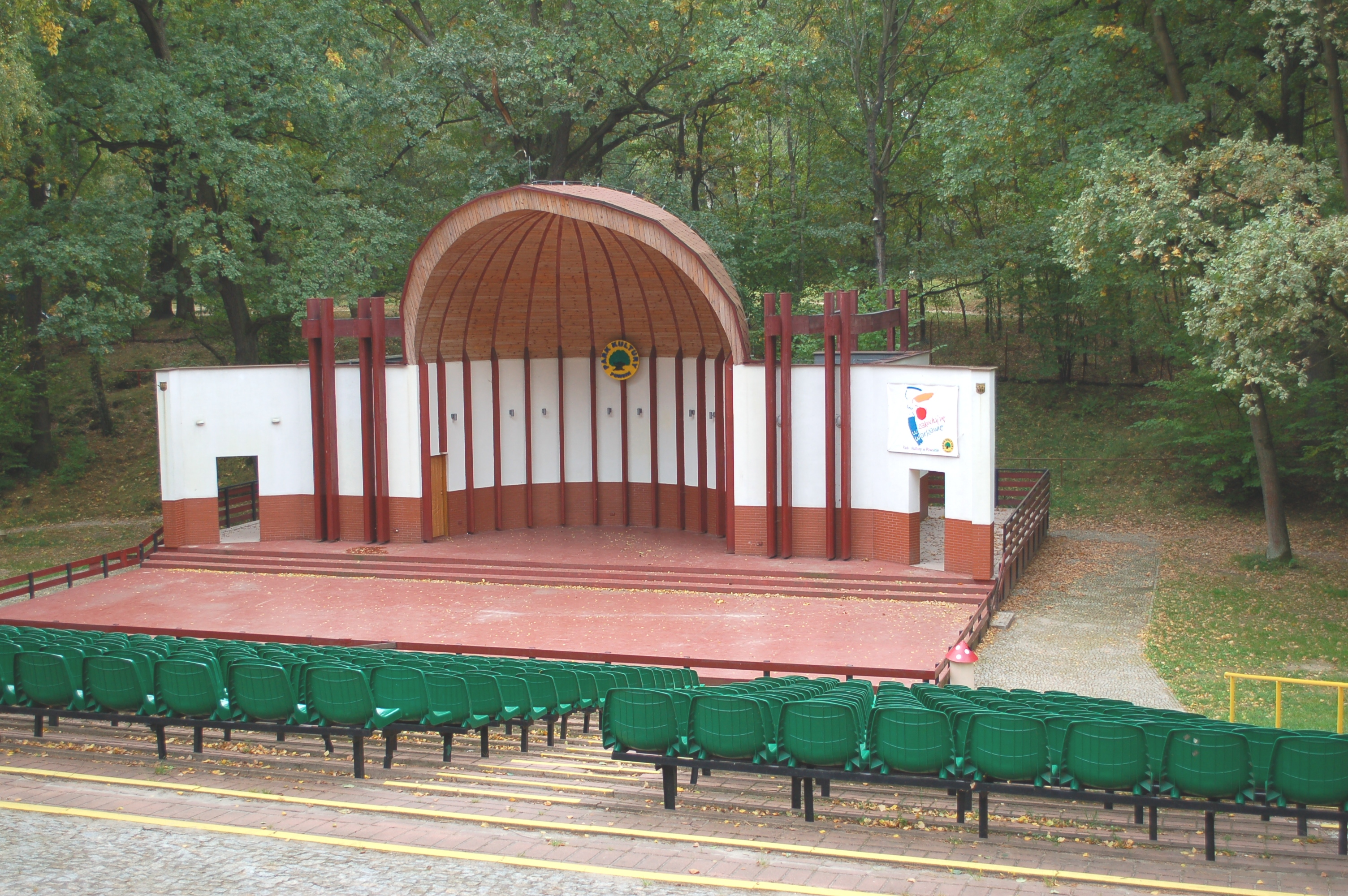
Die Freilichtbühne des Parkes

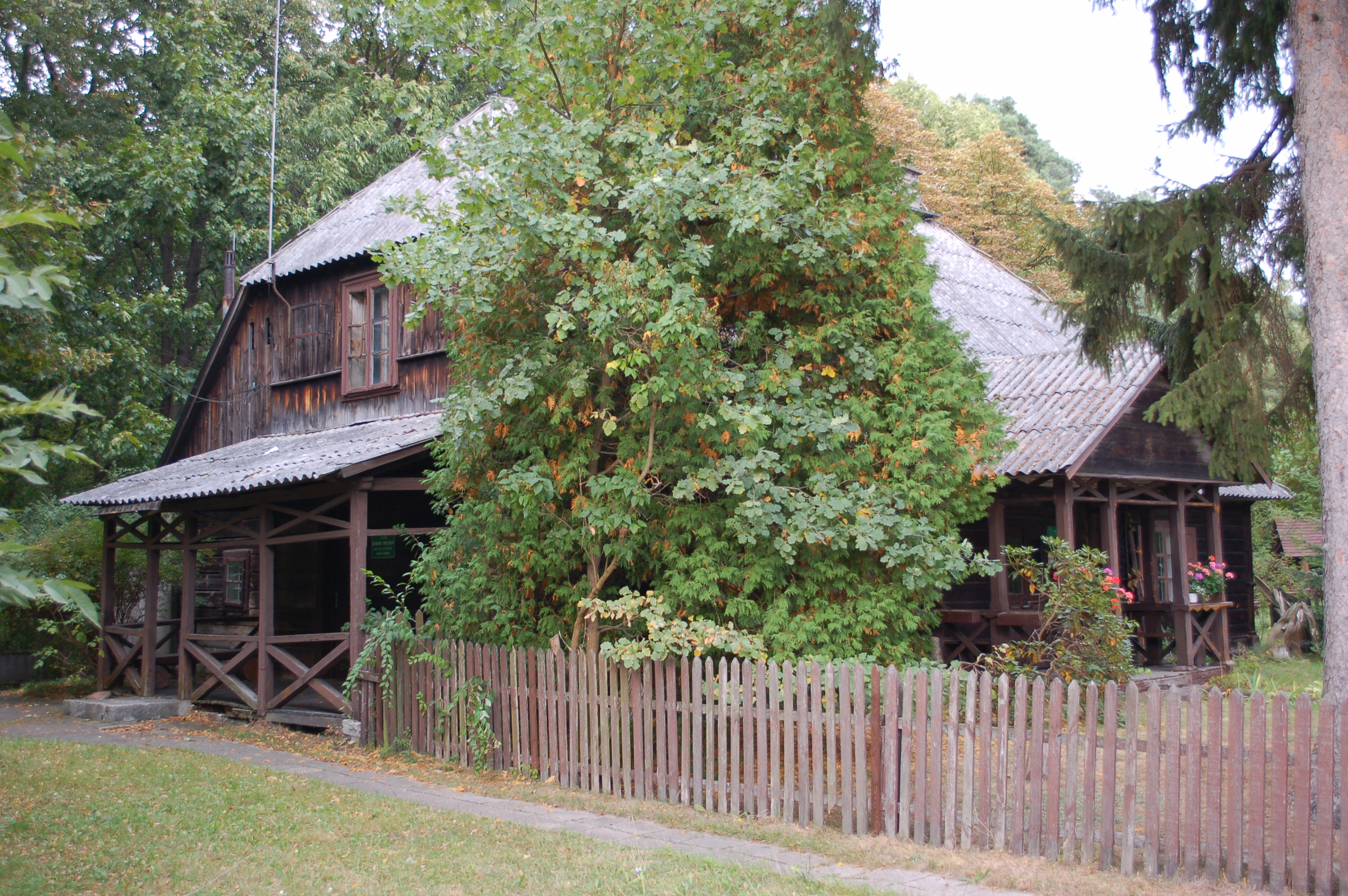
Das unter Denkmalschutz stehende Forsthaus „Leśniczówka“

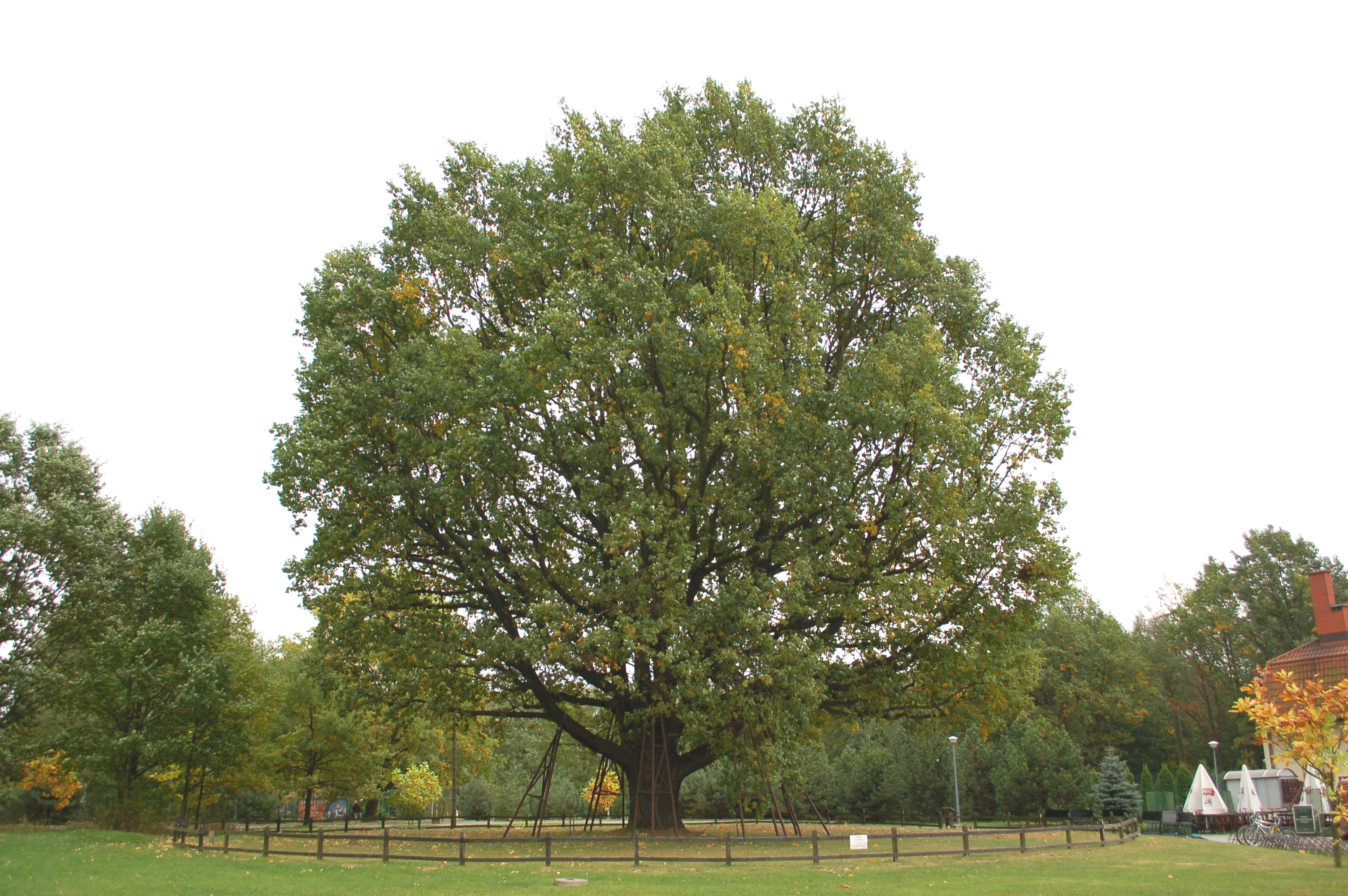
Der 260 Jahre alte Quercus robur

Der Kulturpark in Powsin (poln.: Park Kultury w Powsinie) ist ein baumbestandener Erholungs- und Sportpark im Süden Warschaus. Er ist nach der naheliegenden Ortschaft Powsin benannt. Die Anlage liegt an der Warschauer Weichselböschung am Rand des Kabaty-Naturschutzgebiets (Las Kabacki im. Stefana Starzyńskiego) und in der Nähe des Botanischen Gartens der Polska Akademia Nauk. Der Kulturpark gehört zum Stadtbezirk Ursynów.

## Geschichte
Im Jahr 1938 entstand hier der Polski Country Club (Eigentümer: Polski Country Club Sp. z o.o.) auf einem 50 Hektar großen Gelände. Das benötigte Grundstück war von Graf Adam Branicki (1892–1947), dem Besitzer der Herrschaft Wilanów, erworben worden. Der Club betrieb einen Golfplatz. Während des Zweiten Weltkrieges wurde dieser Golfplatz als Ackerland verwendet.
Die Anlage mitsamt mittlerweile errichteter Gebäude (so dem heute noch bestehenden hölzernen Clubhaus) wurde 1947 von den Gesellschaftern des Clubs der Stadtverwaltung von Warschau übertragen; Bedingung zur Übernahme war die Einrichtung eines Erholungs- und Sportparkes seitens der Stadt. 1951 wurde Wilanów und damit der Park nach Warschau eingemeindet. Fünf Jahre später erfolgte eine Umbenennung des Parkes von Ośrodek Wczasów Świątecznych w Powsinie (dt. etwa: Urlaubszentrum) zur heutigen Bezeichnung Park Kultury w Powsinie.

## Gegenwart
Die kostenfrei zu betretende Freizeitanlage bietet heute diverse – teilweise zu bezahlende – Sportmöglichkeiten: Schwimmbad, Basketball- und Volleyballplätze, Schachtische und Kinderspielplätze im Freien sowie in einem modernen Komplex untergebrachte Tennisanlagen, Bowlingbahnen, ein Fitnessstudio, Saunas und Solarium. Auf einer Wiese kann gegrillt werden. In einem Freilichttheater werden Kulturveranstaltungen abgehalten. Seit den 2010er Jahren wird auch ein Hochseilgarten unterhalten. Es besteht zusätzlich die Möglichkeit, Urlaubshütten zu mieten.
Im Eingangsbereich liegen das historische Clubhaus sowie ein – ebenfalls zum ehemaligen Golfplatz gehörendes – Kassenhäuschen an einem gepflegten Blumengarten. Sehenswert sind weiterhin eine mächtige, rund 260 Jahre alte und 31 Meter hohe Stieleiche auf einer Lichtung, die „Hetman“ getauft wurde und als Naturmonument klassifiziert ist. Am Rande der Anlage steht ein unter Denkmalschutz stehendes, ehemaliges Försterhaus aus dem Jahr 1890, das heute von der Kabaty-Forstverwaltung genutzt wird. Unterhalb der Böschung endet die Zufahrtsstraße von Powsin in einem Parkplatz sowie einer Endstation des städtischen Busbetriebs MZA.